# Kerstin Bertoft-von Rettig
Kerstin Marianne Bertoft-von Rettig, född 5 maj 1929 i Helsingborg, död 25 januari 2013 i Täby, var en svensk målare, mosaikkonstnär, tecknare och författare.
Hon var dotter till tandläkaren Hjalmar Bertoft och Rut Olsson och mellan 1958 och 1979 gift med regissören Claes von Rettig och mor till Karin och Clara von Rettig. Hon studerade vid Högre konstindustriella skolan i Stockholm 1946–1950. Hon studerade därefter för André Lhote i Paris och mosaikläggning vid Accademia di Belle Arti i Ravenna 1952–1953. Hon medverkade i samlingsutställningen Kulla konst i Höganäs med ett komponerat mosaikbord och med ett antal teckningar och collage i tidningstecknarnas utställning i SDS-hallen. Som författare har hon skrivit och utgivit böckerna Grönsakslandet och Klockan går. Vid sidan av sitt eget skapande medverkade hon med illustrationer i Sydsvenska dagbladet och Svenska Dagbladet samt utförde teaterdekorationer.